# Concordância da Funcheira

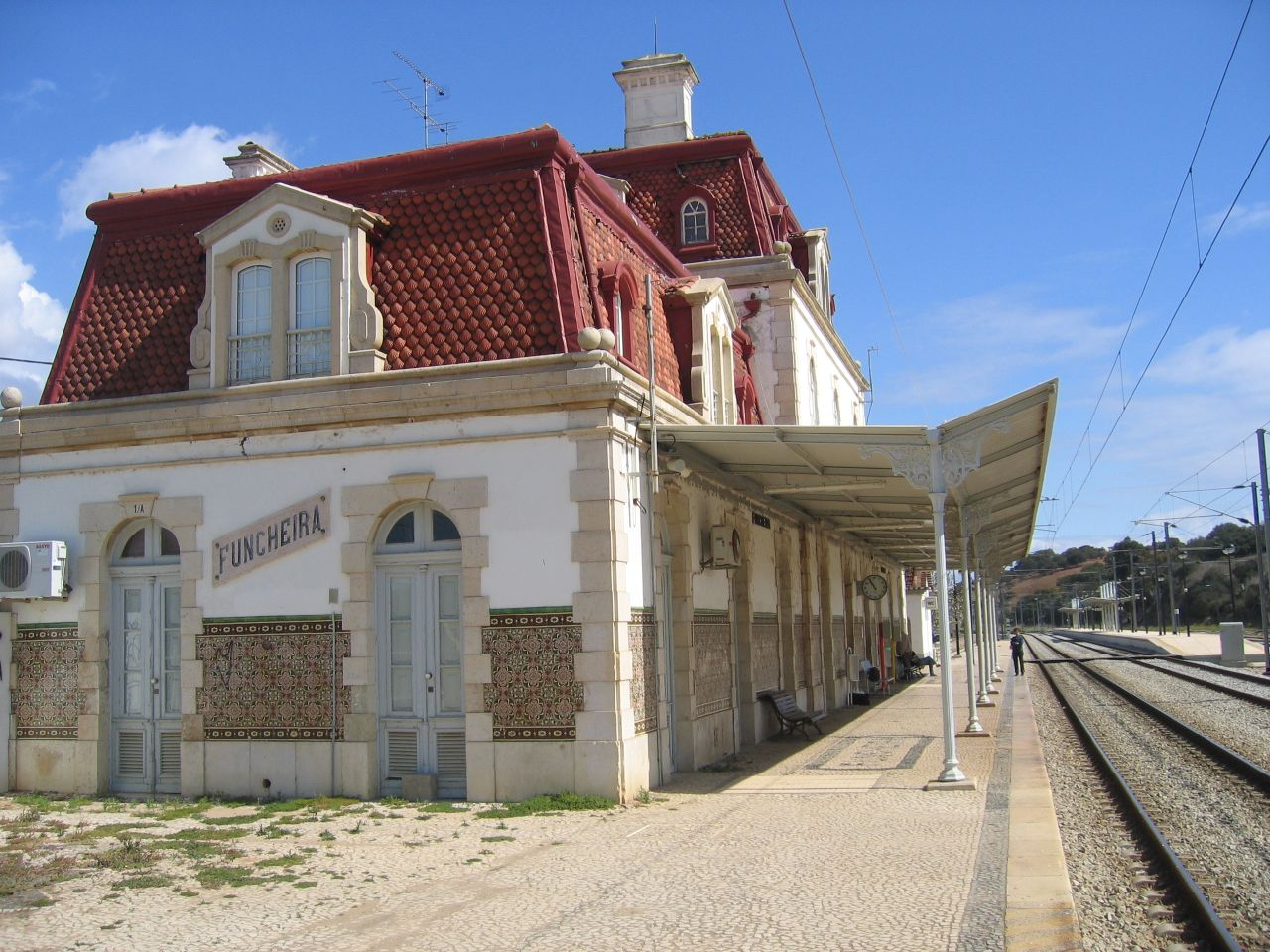
Aspecto da Estação Ferroviária da Funcheira, oposta à Concordância da Funcheira no triângulo que esta fecha.

A Concordância da Funcheira é um segmento do sistema ferroviário português, situado nas freguesias de Garvão e Panóias (concelho de Ourique, Portugal). Fecha o triângulo da bifurcação onde se junta a Linha do Alentejo com a Linha do Sul, ligando esta com aquela (junto à estação da Funcheira) numa extensão de 2,4 km.[carece de fontes?]
Esta concordância, de via única, entrou ao serviço em 1998, permitindo aos comboios de minério com origem e destino em Neves-Corvo deixar de fazer a manobra de inversão de marcha na Funcheira, reduzindo o pessoal necessário na estação, além que as tripulações dos comboios mineiros deixaram de passar a noite no dormitório.